# Родината зове!
Родината зове! е плакат от Великата отечествена война, създаден от художника Иракли Тоидзе на 22 – 23 юни 1941 г.

## История на изображението
По собственото признание на художника идеята за създаване на събирателен образ на майка, призоваваща синовете си на помощ, му хрумва внезапно. Сутринта на 22 юни 1941 г. той работи върху илюстрация към поемата „Рицарят в кожата на пантера“. След като чува първия доклад от Съветското информационно бюро за нападението на нацистка Германия срещу СССР, съпругата му Тамара Теодоровна Тойдзе се втурва в работилницата му с викове „Война!“. Поразен от изражението на лицето ѝ, художникът нарежда на съпругата си да замръзне и веднага започва да прави скици на бъдещия шедьовър.
Художникът работи цяла нощ, но до сутринта на 23 юни 1941 г. плакатът е завършен.
Образът на Родината очевидно е свързан с образа на майка Русия, който е широко използван по време на Първата световна война и Гражданската война за пропаганда.

## Паралели с други творби
Образът на „Родината“ по-късно става един от най-разпространените образи на съветската пропаганда. Има множество интерпретации на образа и пародии на този плакат в изобразителното изкуство, скулптурата, народното изкуство и рекламата.
Художествената композиция на плаката е близка до произведения като съветския плакат „Записахте ли се като доброволец?“ (Дмитрий Мур, 1920 г.), американския плакат „Искам те за американската армия“ (Джеймс Флаг, 1917 г.), както и френската картина „Свободата, водеща народа“ (Йожен Дьолакроа, 1830 г.), където авторът изобразява националния символ на Франция – Мариан.

## Галерия
- Френска картина „Свободата води народа“ (Мариан и Гаврош) (1830)
- Руски плакат от Първата световна война: „Русия за истината“ (1914)
- „Споразумение“. Руска популярна гравюра от Първата световна война (1914)
- Американски плакат от Първата световна война: „Columbia Calling!“ (1916)
- Американски плакат от Първата световна война: Чичо Сам набира войници в армията (1917)
- Съветски плакат от Гражданската война: „Вие доброволец ли сте?“ (1920)